# Tales from the Perilous Realm (série radiophonique)
Cet article fait partie d'un « bon thème » labellisé en 2013.
Cet article concerne la série radiophonique. Pour le recueil, voir Tales from the Perilous Realm.
Tales from the Perilous Realm est une série radiophonique de Brian Sibley, réalisée par Jane Morgan et diffusée en 1992 sur la BBC Radio 5. Il s'agit d'une adaptation de textes courts de l'écrivain britannique J. R. R. Tolkien, comprenant : Le Fermier Gilles de Ham, Feuille, de Niggle, Smith de Grand Wootton (nouvelles qui ont par ailleurs fait l'objet d'une publication dans un recueil portant le même titre), et les chapitres du Seigneur des anneaux consacrés à Tom Bombadil que Sibley n'avait pu inclure dans son adaptation du roman, réalisée avec Michael Bakewell en 1981, faute de temps.

## Diffusion et publication
Le Fermier Gilles est diffusé en deux parties, les 16 et 23 août 1992, Smith de Grand Wootton le 30 août, les passages concernant Tom Bombadil les 6 et 13 septembre, et Feuille, de Niggle le 20 septembre.
La série radiophonique Tales from the Perilous Realm a été éditée commercialement en 1993, sous forme de deux cassettes audio. Un coffret trois CD est sorti en 2008, qui comporte les 4 adaptations pour un total de 3 heures de diffusion  (ISBN 978-0-7927-5631-6).

## Contenu

### Le Fermier Gilles de Ham

#### Distribution
- Michael Hordern : J. R. R. Tolkien
- Brian Blessed : le Fermier Gilles
- Jonathan Tefler : Garm
- Brian Sibley : le Géant
- Stephen Thorne : Chrysophylax
- Jonathan Adams : voix additionnelles
- Matthew Morgan : voix additionnelles
- Nicholas Murchie : voix additionnelles
- Joanna Wake : voix additionnelles
- John Webb : voix additionnelles

#### Résumé et réception
Il s'agit de l'adaptation du roman Le Fermier Gilles de Ham, paru en 1949, qui conte les aventures du fermier Gilles du village de Ham, qui devient héros malgré lui à la suite de sa rencontre avec un géant puis avec un dragon.
La critique de Pieter Collier sur Tolkien Library indique que Brian Blessed fait « un brillant Fermier Gilles de Ham » et que Brian Sibley est un « magnifique géant ». Collier ajoute qu'alors que le roman plait sans doute plus aux adultes, du fait des jeux de mots linguistiques inclus par Tolkien, cette adaptation « plaira beaucoup aux jeunes auditeurs ».

### Smith de Grand Wootton

#### Distribution
- Michael Hordern : J. R. R. Tolkien
- Paul Copley : Smith
- James Grout : Nokes
- John McGlynn : le Roi des Fées
- Jonathan Adams : voix additionnelles
- Judy Bennett : voix additionnelles
- Chris Cook : voix additionnelles
- Rachael Crocker : voix additionnelles
- Nicholas Murchie : voix additionnelles
- Jill Shilling : voix additionnelles
- Jenny Smythe : voix additionnelles
- Melinda Walker : voix additionnelles
- Ann Windsor : voix additionnelles

#### Résumé et réception
Il s'agit de l'adaptation du texte éponyme paru en 1967, qui conte l'histoire de Smith, un forgeron humain qui voyage en Faërie, au pays des Elfes.
Selon Pieter Collier, « tous les personnages clés sont bien présentés et les voix [...] s'adaptent très bien aux personnages qu'ils font vivre ».

### Les Aventures de Tom Bombadil

#### Distribution
- Michael Hordern : J. R. R. Tolkien
- Ian Hogg : Tom Bombadil
- Nigel Planer : Frodon
- Matthew Morgan : Merry
- David Learner : Pippin
- Jonathan Adams : Sam
- Sorcha Cusack : Baie d'Or
- John Church : le Vieil Homme-Saule

#### Résumé
En 1981, Brian Sibley n'avait pu inclure les passages concernant Tom Bombadil dans son adaptation radiophonique du Seigneur des anneaux, à cause de la longueur d'enregistrement (près de 13 h). En 1992, il choisit de revenir sur cet « assassinat » en enregistrant séparément ces passages. Il ne s'agit donc pas de l'adaptation des poèmes de l'ouvrage Les Aventures de Tom Bombadil. Malgré le fait qu'une partie des personnages apparait dans l'adaptation radiophonique du Seigneur des anneaux, ce sont des acteurs différents qui ont enregistré cette adaptation.

### Feuille, de Niggle

#### Distribution
- Michael Hordern : J. R. R. Tolkien
- Alfred Molina : Niggle
- John Fleming : Parish
- Jonathan Adams : voix additionnelles
- David Holt : voix additionnelles
- Melanie Hudson : voix additionnelles
- Matthew Morgan : voix additionnelles
- Joanna Wake : voix additionnelles
- Melinda Walker : voix additionnelles

#### Résumé et réception
L'adaptation de Feuille, de Niggle, reprend les grandes lignes du livre paru en 1945. Niggle, un peintre perfectionniste  est sans cesse dérangé par son voisin M. Parish, ce qui l'empêche de terminer ses toiles et de préparer un mystérieux voyage.
Pieter Collier a salué l'adaptation, allant jusqu'à indiquer qu'elle pouvait aisément rivaliser avec la version écrite, « un vrai bijou ».